# Thlaspi armenum
Thlaspi armenum är en korsblommig växtart som beskrevs av Nikolaj Adolfovitj Busj. Thlaspi armenum ingår i släktet skärvfrön, och familjen korsblommiga växter. Inga underarter finns listade i Catalogue of Life.